# Pelomus tertius
Pelomus tertius är en tvåvingeart som beskrevs av Reiss 1990. Pelomus tertius ingår i släktet Pelomus och familjen fjädermyggor. Inga underarter finns listade i Catalogue of Life.